# Mauricio Pochettino
Artikeln följer den spanska namnseden; faderns efternamn är Pochettino och moderns efternamn Trossero.

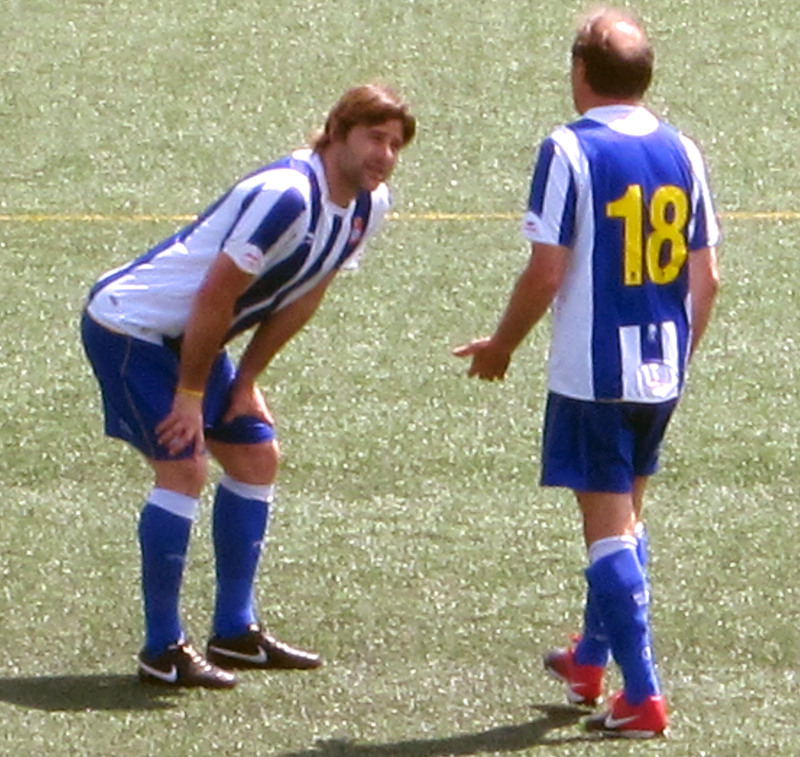
Pochettino (t.v.) under en veteranmatch för Espanyol 2011

Mauricio Roberto Pochettino Trossero, född 2 mars 1972 i Murphy, Argentina, är en argentinsk före detta fotbollsspelare och numera tränare. 2024 blev han förbundskapten för USA:s herrlandslag i fotboll.

## Bakgrund
Pochettino tillbringade 17 år som professionell spelare, varav 10 i La Liga med Espanyol där han gjorde 13 mål på 275 matcher. Han spelade även för två franska klubbar, Paris Saint-Germain och Bordeaux, efter att ha börjat sin karriär i Newell's Old Boys i hemlandet. Han påbörjade tränarkarriären i Espanyol och fortsatte senare i Southampton. Han var tränare i Tottenham Hotspur mellan 2014 och 2019, där han som största merit förde sitt lag till final i Uefa Champions League mot Liverpool säsongen 2018/2019. Som tränare i Paris Saint-Germain vann han bland annat Ligue 1 säsongen 2021/2022, trots detta fick han sparken inför säsongen 2022/2023.
Pochettino spelade för Argentinas landslag mellan 1999 och 2002 och representerade landet i VM 2002 och Copa América 1999.

## Spelarkarriär
Pochettino föddes i Murphy, Santa Fe och började sin spelarkarriär i Newell's Old Boys, för att sedan flytta till spanska Espanyol säsongen 1994/1995 då katalanerna hade återvänt till La Liga. Han var en viktig pjäs i Espanyols startelva under hans sex och ett halvt års vistelse och hjälpte klubben till att vinna Copa del Rey år 2000. 
I januari 2001 skrev Pochettino på för Paris Saint-Germain. Även i PSG hade Pochettino en regelbunden plats i startelvan under sin vistelse, och flyttade inför säsongen 2003/2004 till Ligue 1-konkurrenten Bordeaux. Dock återvände han till Espanyol (inledningsvis på lån) halvvägs genom sitt första år för ytterligare två och en halv säsong. Pochettino spelades fortfarande regelbundet bortsett under sin sista säsong, och avslutade sin karriär vid en ålder av 34 med ytterligare en Copa del Rey-vinst år 2006. Under hans två kombinerade perioder i Espanyol gjorde han nästan 300 framträdanden för klubben.

### Landslagskarriär
Pochettino gjorde 20 framträdanden för Argentina under en fyraårig landslagskarriär som började 1999. Under det årets Copa América spelade han de sista 14 minuterna i sista gruppmatch mot Uruguay som ersättare för Guillermo Barros Schelotto, och startade sedan som högerback i kvartsfinalen mot Brasilien. Pochettino deltog även i VM 2002, där han spelade varje minut i samtliga tre matcher efter att landet åkt ur i gruppspelet. I den andra matchen mot England såg den italienska domaren Pierluigi Collina Pochettino fälla Michael Owen i straffområdet. Det resulterande straffen utnyttjades av David Beckham och blev matchens enda mål.

#### Landslagsmål
| Nr | Datum            | Arena                                    | Motståndare | Mål | Resultat | Match         |
| -- | ---------------- | ---------------------------------------- | ----------- | --- | -------- | ------------- |
| 1. | 17 november 1999 | La Cartuja, Sevilla, Spanien             | Spanien     | 2–0 | 2–0      | Vänskapsmatch |
| 2. | 7 oktober 2001   | Defensores del Chaco, Asunción, Paraguay | Paraguay    | 1–1 | 2–2      | VM-kval 2002  |

## Tränarkarriär

### Espanyol
I slutet av januari 2009 blev Pochettino Espanyols tredje tränare under säsongen 2008/2009, med ett lag som låg tredje från botten av tabellen men som till slut placerade sig på en 10:e-plats. Han var tränare för nio klubbspelare som tidigare varit hans lagkamrater under sitt sista år som spelare och i början av juni förnyades hans kontrakt för ytterligare tre år.
Under säsongen 2009/2010 ledde Pochettino återigen Espanyol till en komfortabel ligaplacering, i en säsong där klubbsymbolen Raúl Tamudo föll helt utanför i rangordningen i truppen och ännu mer efter Pablo Osvaldos ankomst till klubben.
Den 28 september 2010 förlängde Pochettino sitt kontrakt med klubben med ytterligare ett år för att gälla fram till 30 juni 2012. Kontraktet avslutades dock i samförstånd den 26 november 2012 efter en hemmaförlust mot Getafe, som lämnat laget sist i La Liga med endast nio poäng på 13 matcher.

### Southampton
Den 18 januari 2013 blev Pochettino presenterad som ny huvudtränare för Premier League-klubben Southampton. Pochettino ersatte då Nigel Adkins och blev den andra argentinska tränaren i engelsk fotboll efter Osvaldo Ardiles. Hans första match var fem dagar senare, 0-0 mot Everton på St Mary's Stadium och spelade in sin första seger den 9 februari, efter att ha vunnit med 3-1 hemma mot regerande mästarna Manchester City.
Pochettino talar engelska men efter att ha anlänt till Southampton har han använt en översättare på presskonferenser. En oförmåga att uttrycka sig fullständigt är helt den enda anledningen till att han fortfarande använder tolk.
Han ledde Saints till noterbara segrar mot andra topplag, inklusive en 3-1-vinst hemma mot Liverpool och 2-1 mot Chelsea, även det på St Mary's. I hans första säsong i klubben kunde Pochettino tangera Southampton bästa Premier League-placering någonsin med en 8:e-plats, samtidigt som han överträffade klubbens poängrekord i processen.

### Tottenham Hotspur
Den 27 maj 2014 utsågs Pochettino till huvudtränare av Tottenham Hotspur efter 18 månader i Southampton. Han skrev på ett femårigt avtal med Spurs och blev klubbens tionde tränare på 12 år. 
Under Pochettinos tid i klubben stabiliserade sig klubben i toppen av Premier League och säsongen 2018/2019 ledde han, trots uteblivna värvningar under två raka övergångsfönster, klubben till semifinal i Champions League efter en dramatisk kvartsfinal mot Manchester City, och till final efter en ännu mer dramatisk semifinal mot Ajax. Mauricio Pochettino fick sparken av Tottenham Hotspur den 19 november 2019.

### Paris Saint-Germain
Den 2 januari 2021 blev Pochettino tränare för Paris Saint-Germain, där han skrev på ett kontrakt till sommaren 2022, med en option på ett ytterligare år. I juli 2021 förlängdes kontraktet till sommaren 2023. Han avskedades från sin position den 5 juli 2022.

### Chelsea
Den 29 maj 2023 bekräftade Chelsea att Pochettino skulle ansluta till klubben som tränare den 1 juli samma år på ett tvåårskontrakt, med en option på ett ytterligare år. Den 21 maj 2024 meddelades att Pochettinos utträde muntligt hade överenskommits.

### USA:s landslag
I augusti 2024 blev Pochettino förbundskapten för USA:s herrlandslag och skall leda landslaget över VM 2026. 

## Tränarstil
Pochettino föredrar en mycket högt pressande attackerande stil av fotboll. Han föredrar oftast en 4–2–3–1-formation och instruerar laget att bygga upp trycket bakifrån, avskräcka och oroa motståndaren. Han har också hyllats av många experter för sitt fokus på att utveckla lokala spelare från klubbarnas ungdomsakademier.